# Pokolgép
Pokolgép es una banda húngara de heavy metal formada a principios de la década de 1980 (alrededor de 1982). Estuvieron entre las primeras bandas de heavy metal en Hungría junto con Moby Dick. El nombre «Pokolgép» significa literalmente Máquina Infernal, pero es la palabra húngara para una bomba casera.

## Historia

### Los primeros años
Los miembros fundadores de Pokolgép fueron Gábor Kukovecz, Endre Paksi y Tibor Varga a fines de la década de 1970. Kukovecz tomó lecciones de guitarra del guitarrista y cantante de Prognózis, István Vörös, quien sugirió que el nombre de la banda de metal fuera «Kommandó», que sonaba menos ofensivo. Usaron este nombre durante algunos meses antes de volver a cambiarlo a Pokolgép. Al comienzo de su carrera musical, estaban pasando por una mala racha debido a su pobreza y la actitud negativa del gobierno hacia la banda. Habían estado dando conciertos semiilegales en las afueras de Budapest y, como resultado, encontraron un éxito inesperado. Habían tenido varios bateristas y guitarristas hasta que encontraron a László Nagyfi para la segunda guitarra y András Gyenizse para la batería. En 1985, Paksi dejó la banda debido a conflictos personales (no podía ponerse de acuerdo con Kukovecz sobre la dirección de la banda) y pasó a formar Ossian. Fue reemplazado por György Pazdera en el bajo. Unos meses después, Gyenizse emigró a Estados Unidos, por lo que Pazdera invitó a su viejo amigo László Tarcza a unirse a ellos.En 1983, la banda quedó en segundo lugar en Ki mit tud? (un festival de búsqueda de talentos organizado por el estado), por lo que se les permitió grabar una canción ("Kegyetlen asszony") que se lanzó en un sencillo dividido de 7 pulgadas. También grabaron dos canciones en la Radio Húngara en 1984 («Cirkusz és rács» y «A bűn»). En 1985 graban y lanzan su primer sencillo con dos canciones («A Sátán» y «A maszk»).

### Los primeros álbumes
Algo muy especial sucedió en 1986: el gobierno permitió que Hungaroton lanzara el primer álbum de heavy metal en Hungría. Este fue el álbum debut de Pokolgép, titulado Totális Metal. Este fue el momento en que las bandas de heavy metal comenzaron a llegar al bloque del Este (por ejemplo, Iron Maiden y Queen), principalmente a Polonia y Hungría. Pokolgép tocó antes que Metallica y Motörhead a fines de la década de 1980. En 1987, Pokolgép lanzó su segundo álbum, Pokoli színjáték. Pokoli színjáték se tocó por primera vez en concierto y se lanzó días después.Entre 1988 y 1989, Pokolgép realizó una gira europea, tocando en los dos estados alemanes, los Países Bajos y Bélgica, y lanzó su tercer álbum en 1989, titulado Éjszakai bevetés. Grabaron un concierto a finales de 1989 en la Sala Petofil, y luego lanzaron como quinto álbum en 1990 con el título «Koncertlémez». Antes de lanzar el audio del concierto, hicieron su cuarto álbum, «Metal az ész». Este álbum se hizo en un ambiente bastante malo, ya que el guitarrista Nagyfi y el vocalista Kalapács estaban a punto de abandonar la banda.

### Cambios en la alineación
Nagyfi dijo en una entrevista que Kukovecz y él no podían ponerse de acuerdo sobre el estilo de música que se tocaría. Nagyfi prefería las canciones crudas, más impulsivas y rápidas, mientras que a Kukovecz le gustaban los solos y las melodías. Esto llevó a que Nagyfi y Kalapács se fueran para formar Omen. Los tres miembros restantes de Pokolgép, Tarcza, Pazdera y Kukovecz comenzaron a buscar un nuevo cantante y un segundo guitarrista. Péter Kun se unió brevemente como guitarrista antes de irse para unirse a Edda művek. El vocalista pasó a ser József Rudán de Coda, banda tributo a Led Zeppelin.

### Controversia
El 27 de diciembre de 1987, Lajos "Szőrme" Varga, de quince años, sufrió un grave accidente durante el festival Metál Karácsony celebrado en el salón de eventos Petofi. Un dispositivo pirotécnico explotó y partes de él golpearon la cabeza de Szőrme causando una lesión traumática. La cabeza de Szőrme casi se derrumba en dos pedazos, ya que el dispositivo pirotécnico cortó su cuerpo calloso. Estuvo en coma durante tres meses y estuvo a punto de morir varias veces, pero los médicos pudieron salvarle la vida. Pokolgép sigue negando su responsabilidad en este accidente. Szőrme no puede trabajar ni establecer contactos sociales adecuados, pero su capacidad mental sigue estando por encima de la media.

## Alineaciones más consistentes
1985-1990: József Kalapács, Gábor Kukovecz, László Nagyfi, György Pazdera, László Tarcza
2001-2006: Joe Rudán, Gábor Kukovecz, Dávid Nagy, Csaba Pintér, Ede Szilágyi
2014-:Attila Tóth, Gábor Kukovecz, Zalán Z. Kiss, Csaba Pintér, Márk Kleineisel

## Miembros

### Alineación actual
- Attila Tóth - voz principal (2010-presente)
- Gábor Kukovecz − guitarras (1982-presente)
- Zalán Z. Kiss − guitarras (2011-presente)
- Csaba Pintér − bajo (1996-presente)
- Márk Kleinesel - batería (2014-presente)

### Miembros pasados[1]
Voz
- László Németh (1982)
- József Kalapács (1982-1990)
- József Rudán (1990-2010)

Guitarras
- István Maza (1982-1983)
- József Revi (1983-1984)
- László Nagyfi (1984-1990)
- Peter Kun (1990)
- Norberto Jung (1991-1994)
- László Láris (1998-2000)
- David Nagy (2001-2010)

Bajo
- Endre Paksi (1982-1983)
- György Pazdera (1983-1994)

Batería
- Dezső Nógrádi (1982-1983)
- András Gyenizse (1983-1985)
- László Tarca (1985-1994)
- Ede Szilágyi (1996-2006)
- Csaba Czebely (2006-2010)
- Marton Veress (2011-2014)

## Discografía[3]

### Álbumes
- 1986: Totalis Metal
- 1987: Pokoli színjáték
- 1989: Éjszakai bevetés
- 1990: Metál az ész
- 1990: Koncertlémez (en vivo)
- 1991: Adj új erőt
- 1992: Vedd el, ami jár
- 1995: Az utolsó merénylet (en vivo)
- 1996: A gép
- 2000: Csakazertis
- 2001: Ancient Fever (Csakazértis - versión en inglés)
- 2001: Live (en vivo)
- 2002: Te sem vagy more
- 2002: Momentum (Végtelen úton) (baladas regrabadas)
- 2004: A túlélő
- 2006: Oblatio (canciones regrabadas, acústico)
- 2007: Pokoli mesek
- 2010: Újratöltve-Live

### Compilaciones
- 1995: Lo mejor de "Régi Gép"

### Individual
- 1983: Ki Mit Tud '83 (sencillo dividido)
- 1984: Sesión de grabación de radio '84
- 1985: A Satán/A maszk (single)